# Dorimcheon (métro de Séoul)
Dorimcheon (en coréen : 도림천역) est une station de passage de la branche Sinjeong (Sindorim à Kkachisan) de la ligne 2 du métro de Séoul. Elle est située au 271-62 Sindorim-dong, dans l'arrondissement Guro-gu, à Séoul en Corée du Sud. 
Ouverte en 1992, elle est desservie par les rames omnibus, qui circulent sur la branche Sinjeong, entre Sindorim et Kkachisan.

## Situation sur le réseau

Plan du réseau (2023)

Établie en souterrain, la station de passage Dorimcheon est située, sur la branche Sinjeong de la ligne 2 du métro de Séoul. Entre la station de bifurcation Sindorim, terminus de la branche qui permet les correspondances avec la ligne principale circulaire, et la station Mairie d'Yangcheon-gu en direction du terminus nord Kkachisan le terminus ouest de la branche.

## Histoire
La station Dorimcheon est mise en service le 22 mai 1992, lors de l'ouverture à l'exploitation de cette branche.

## Services aux voyageurs

### Accès et accueil
Située au 271-62 Sindorim-dong, la station dispose d'un bâtiment en surface avec deux accès/sortie sur la Gyeongin-ro 67-gill.

Installations
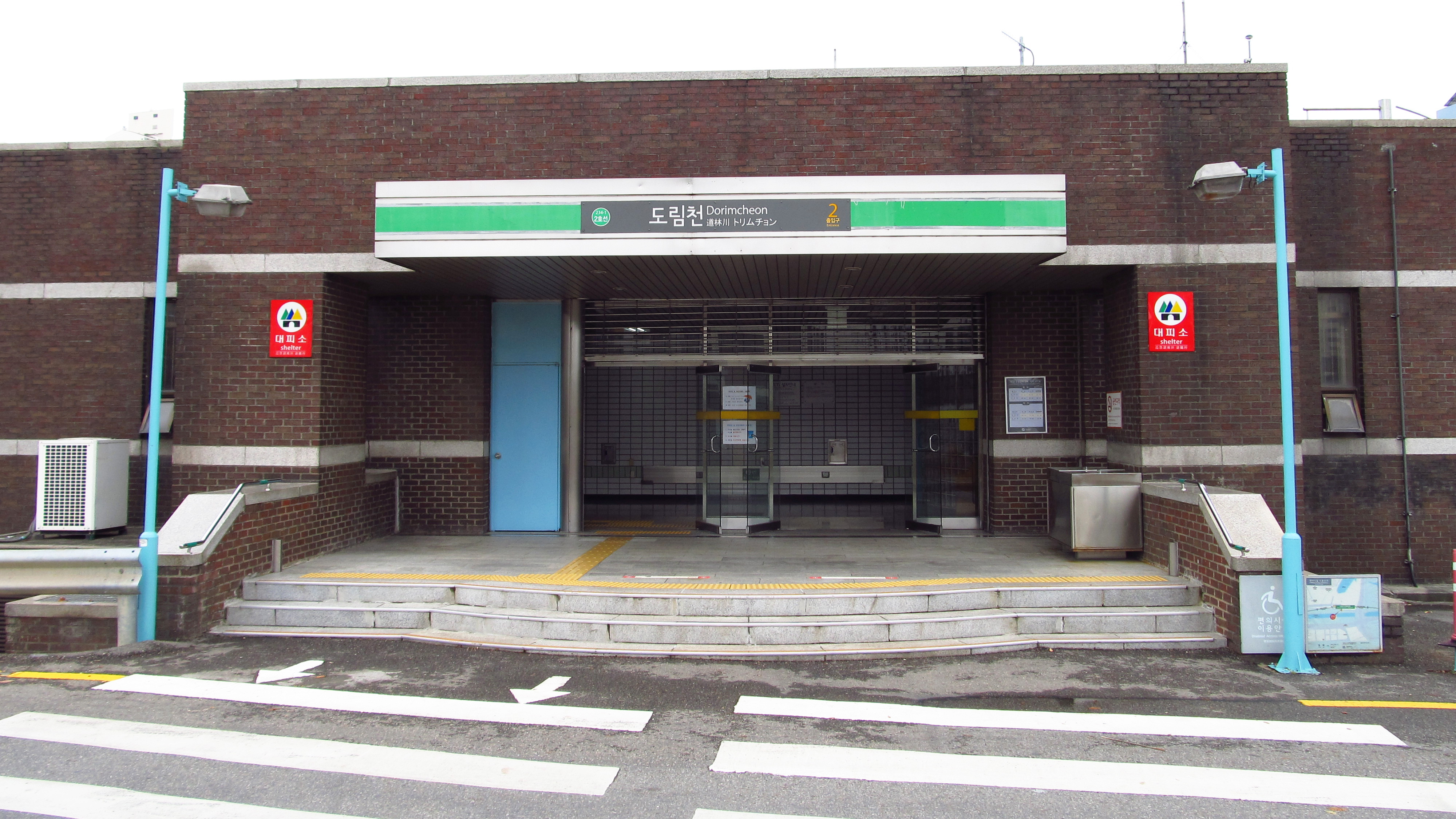
Accès n°2, en 2018.
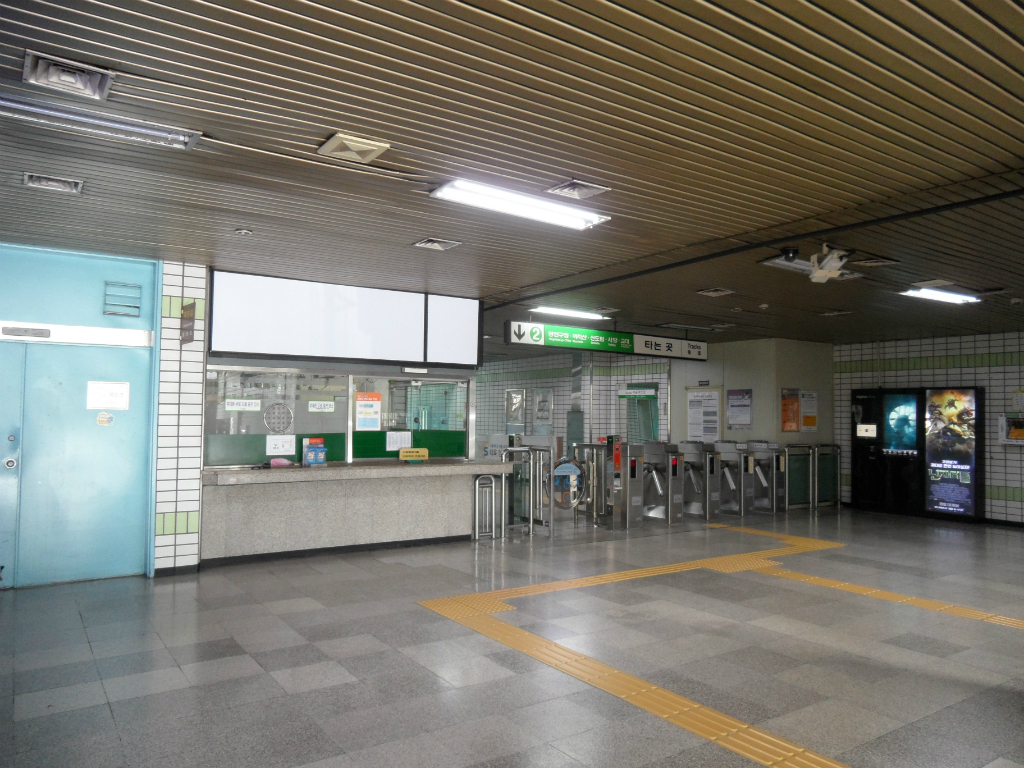
En 2014.

### Desserte
Dorimcheon est desservie par les rames omnibus, qui circulent sur la branche Sinjeong de la ligne 2 du métro de Séoul, entre Sindorim et Kkachisan.

Installations
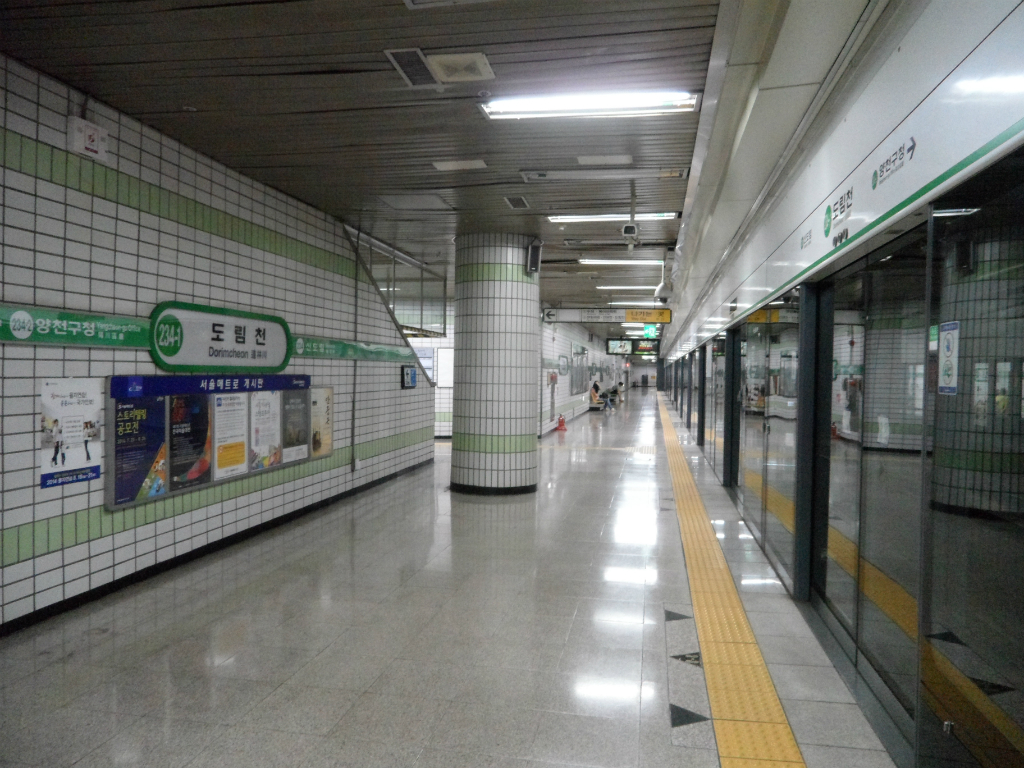
En 2014.
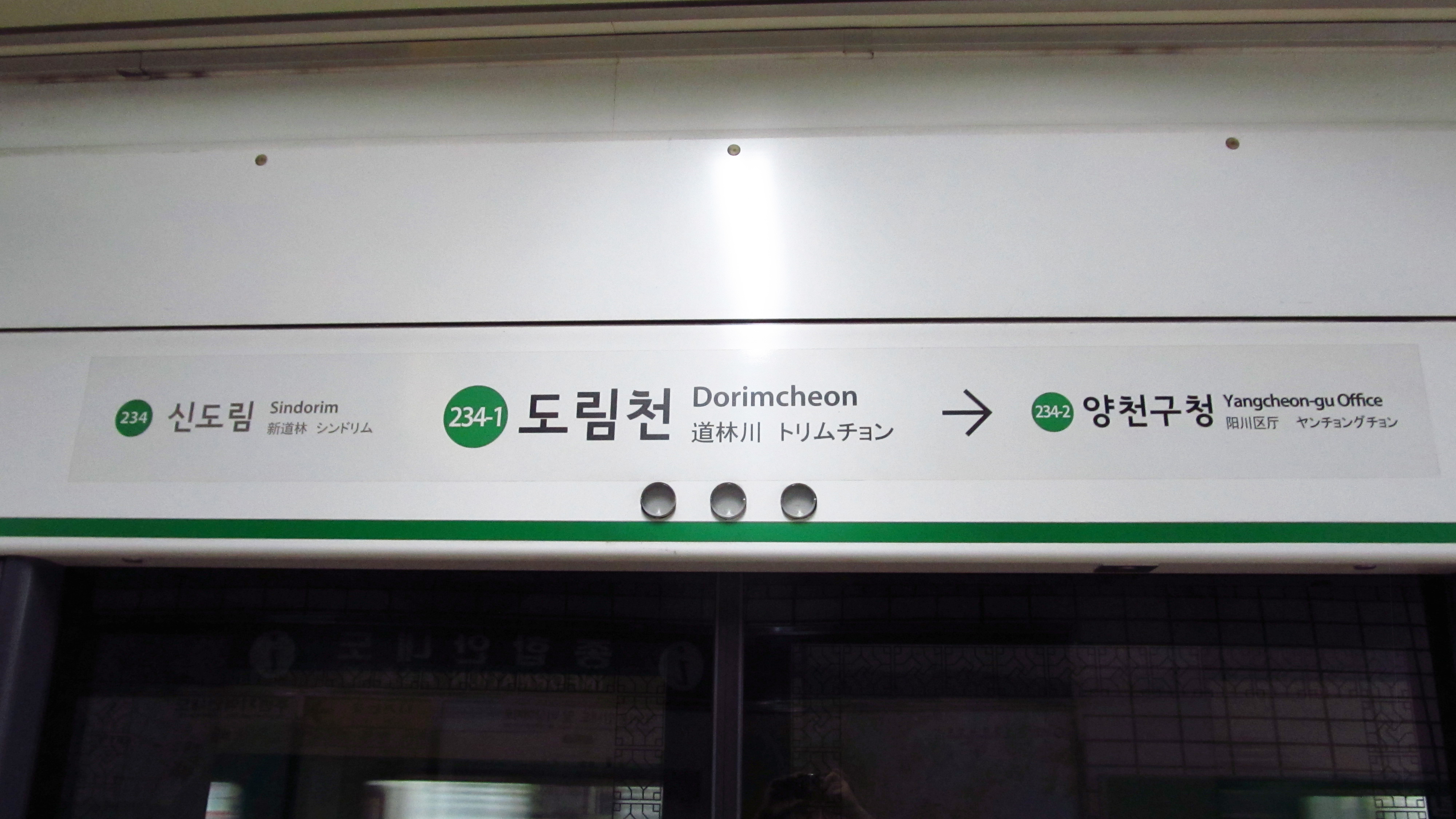
En 2018.
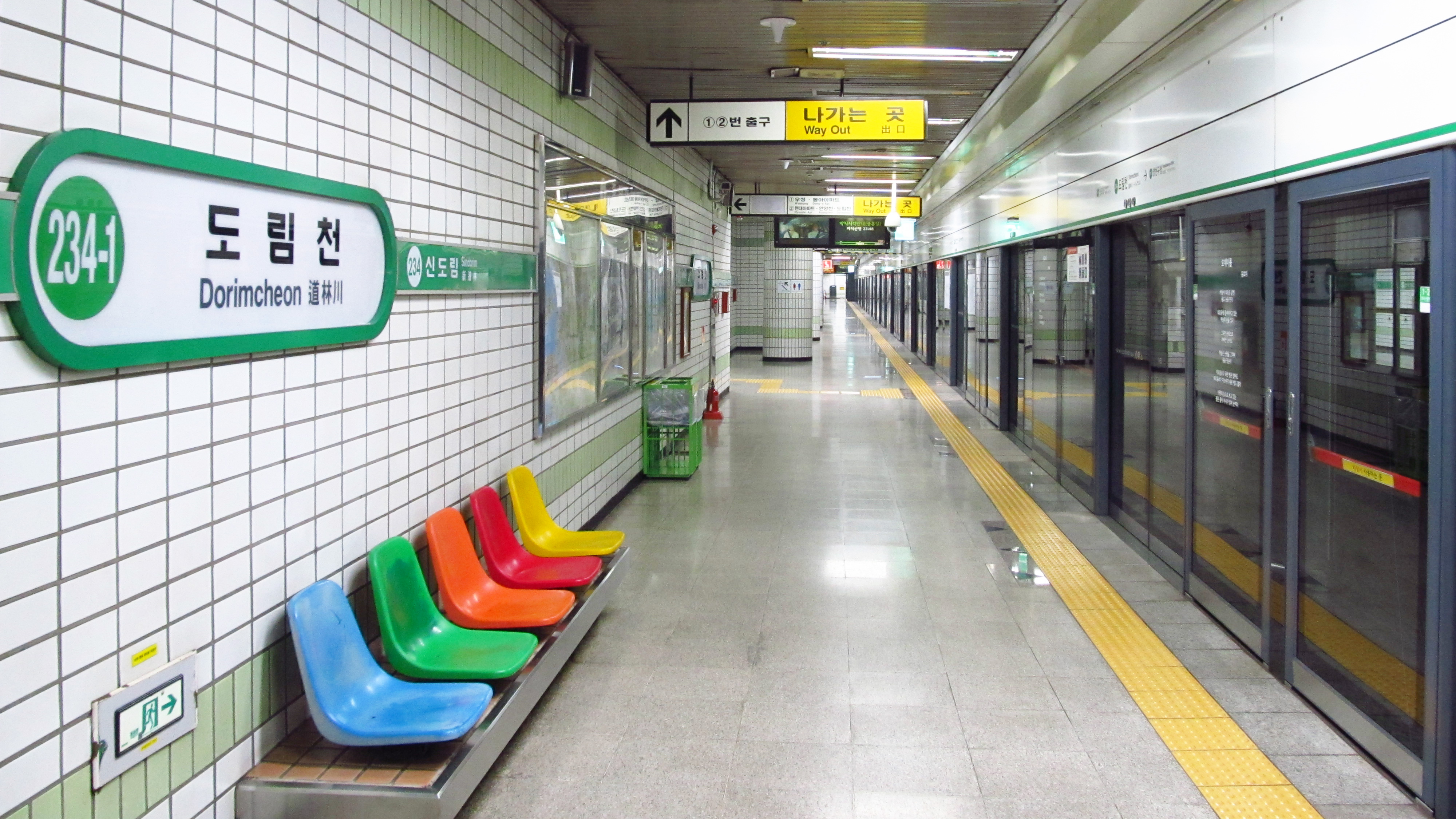
En 2018.

### Intermodalité
Un arrêt de bus est situé à proximité des accès à la station.

## À proximité
Notamment la rivière Dorimcheon (en) qui a donné son nom à la station.